# Abdel Hamid Badawi
Abdel Hamid Badawi (13 mars 1887 - 4 août 1965) est né à Alexandrie, en Égypte. Il est un juriste et un législateur sur la scène nationale et internationale.
Il est ministre des Finances, puis ministre des Affaires étrangères, dans les années 1940. En 1946, il est choisi pour siéger comme juge à la Cour internationale de Justice, où il reste jusqu'à sa mort le 4 août 1965.

## Carrière universitaire
En 1908, Badawi obtient sa licence de droit à l'université égyptienne du Caire, en Égypte. Après avoir servi un an comme procureur de district à Tanta, en Égypte, il est envoyé en 1909 par le gouvernement égyptien en France pour préparer son doctorat qu'il obtient en 1912 à l'université de Grenoble, en France. À son retour en Égypte en 1912, il est nommé professeur de droit à l'université égyptienne du Caire, où il exerce jusqu'en 1916.

## Carrière
En 1916, Badawi rejoint le ministère de la Justice où il sert jusqu'en 1920 en tant que directeur adjoint de la division des tribunaux égyptiens. Par la suite, il est choisi pour occuper des postes clés au sein du gouvernement, notamment : juge des tribunaux civils, secrétaire général du conseil des ministres, conseiller à la Cour du contentieux de l'État (où il participe à la rédaction de la Constitution égyptienne de 1923), chef du contentieux de l'État (1926-1940), ministre des Finances (1940-1942) et ministre des Affaires étrangères (1945-1946). En 1945, il dirige la délégation égyptienne à la Conférence des Nations unies sur l'organisation internationale et est cosignataire de la Charte des Nations unies le 26 juin 1945.
En 1946, Badawi est élu juge à la Cour internationale de Justice (CIJ) où il est juge et vice-président (1955-1958) jusqu'à sa mort en 1965.